# ヴァイス・サヴァイヴ
ヴァイス・サヴァイヴは、ブシロード・藤真拓哉による漫画、およびそれを原作とするアニメ作品。

## 概要
アニメは『ヴァイス・サヴァイヴ』と第2シリーズ『ヴァイス・サヴァイヴR』が、TBSのバラエティ番組『カード学園』（毎週金曜日25:25–25:55）内の「ぷちアニメ」コーナーで2009年から2010年にかけ放送された。

## 原作漫画
ブシロードのフリーペーパー 『ブシロードTCGマガジン』にて連載されている。ブシロード原案、藤真拓哉漫画。
ブシロードのトレーディングカードゲーム「ヴァイスシュヴァルツ」を紹介している。

### 原作の登場人物
タケシ主人公。
ミチヒロイン。
ぷにとー某国の皇女。本来は藤真拓哉オフィシャルサイト「ESSENTIA」のマスコットキャラクター。
しずるタケシの義姉。
VSじいさんアニメ化告知回でのゲスト出演。

## アニメ
1話約2分半（オープニング・エンディングなし）。第2シリーズ『ヴァイス・サヴァイヴR』も放送された。一部の登場人物は原作と共通だが、物語はほぼオリジナルである。
『カード学園』でも取り上げられているヴァイスシュヴァルツを題材としているが、全体的にシュールな作風であり、小ネタや下ネタ、楽屋ネタ等を挟んだり、ゲームのルールや世界観が十分に説明されないまま物語が進行する、カードバトルをしない回がある、ヴァイスシュヴァルツとは直接関係のないものまで出てくるなどの不条理な展開が多い。
ストーリーとしては、第1シリーズでは未知なる世界を舞台に、チュートリアル形式でタケシがカードバトルの仕組みを覚えながら敵に立ち向かう（ただし、前述の通りルール等は満足に説明されていない）。第2シリーズでは現実世界を舞台に、秋葉原で起こったカードプレイヤーにまつわる事件を解決するために戦う。
現在、第1シリーズ・第2シリーズともにニコニコ動画で無料視聴可能。

### あらすじ
とある嵐の夜のこと。主人公タケシと幼馴染のミチは、テスト勉強をするため学校にある誰も使っていない図書館に訪れた。そこでふと、タケシは『ヴァイスシュヴァルツ』というカードを見つける。なんでもミチのカードらしい。
そして、図書館にも異変が起ころうとしていた。それは少年少女の命をかけた戦いへの合図であった。
タケシとミチの運命は。そしてヴァイスシュヴァルツとは何であるのだろうか。

### 登場人物

#### メインキャラクター
「タケシ」と「ミチ」の名は、ブシロードのブシ（武士）とロード（道）から来ている。2人を演じる声優は『カード学園』の司会も務めていた。
タケシ
声 - 中本順久
主人公。ヴァイスシュヴァルツ初心者。ひょんなことからカードの世界へ飛ばされ、カードバトルをするはめになる。
スカートを覗く等の変態行動が見られるが、カードバトルやVSじいさんによる修行を通じて少しずつ成長してゆく。
ミチ
声 - 橘田いずみ
ヒロイン。ヴァイスシュヴァルツ最強プレイヤー。
タケシのボケに踏んづけ攻撃をすることが多い。
胸の大きさは普通。
第1シリーズでは、タケシと共にカードの世界へ飛ばされるも、カードバトルをサポートする等の重要な役割を持つキャラである。
口癖は「イメージしなさい」であり、このワードは後に、同社製作のTVアニメカードファイト!! ヴァンガードのキーワードとして受け継がれている。
第2シリーズでは主にしずるの餌食になってしまう。
VS（バーサス）じいさん
声 - 前田登（はりけ〜んず）
カードの世界でタケシを導く導師らしい（二人にはウザいエロじいさんとしか認識されていない）。「VS」は「ヴァイスシュヴァルツ」のことだと彼自身は言っている（正しくは Weiß Schwarz）。
第2シリーズではハエのような姿で現実世界に登場。現実世界の事件を解決するため、再びタケシ達の前に現れる。
シリーズを通して変態行動がよく見られ、ミチに痛い目にされたり、しずるにライターで焼かれたりしている。
しずる
声 - 榎本温子
第2シリーズで登場するタケシの義理の姉。「爆裂のカードクィーン・おしず」として知られている。
Hカップの巨乳を持つ、一番の巨乳キャラ。
よくミチに抱きつく等の行動が見られる。
留学していたが、突然タケシ達の学校に倒れた状態で発見され、その後はタケシ達と共に行動をする。

#### カオス三姉妹
ヴァイスシュヴァルツと同じブシロードのTCG「ChaosTCG」のオンライン版「カオスオンライン」のチュートリアルのキャラクターである。
全ての萌え要素を持ち合わせているという三姉妹。カードの世界でタケシがミチとの次に戦うことになる。第2シリーズでは現実世界にも現れる。
シス
声 - ミルノ純
巨乳で天然のお姉さんキャラ。
オペレッタ
声 - 春夏ひとみ
ツインテールのツンデレキャラ。
キャル
声 - 南條愛乃
タケシを「お兄ちゃん」と呼ぶロリキャラ。

#### アリス×クロス
『アリス×クロス』のマスコットキャラクター2人。アリス×クロスのステージでタケシに勝負を挑む。
クゥ
声 - 鈴木裕斗
丞
声 - 堀江一眞

### スタッフ
- 企画・原作・製作 - ブシロード[2]
- 監督 - 鈴木行（ヴァイス・サヴァイヴ）、セトウケンジ（ヴァイス・サヴァイヴR）[2]
- シリーズ構成・脚本 - 井上智代、吉岡たかを（ヴァイス・サヴァイヴ）、竹内利光（ヴァイス・サヴァイヴR）[2]
- キャラクター原案 - 藤真拓哉
- キャラクターデザイン・総作画監督 - 樋口博美[2]
- 色彩設定 - 宮川貴江
- 美術監督 - 湯沢康之
- 美術 - スタジオ風雅
- 撮影監督 - 三品雄介
- 音響監督 - たなかかずや
- 効果 - 出雲範子
- 調整 - 木澤秀昭
- 録音スタジオ - スタジオT&T
- 音響制作 - ダックスプロダクション 平田哲、大室正勝
- 音楽プロデューサー - 中村則子
- エグゼクティブプロデューサー - 木谷高明
- プロデューサー - 井上智代
- アニメーション制作 - スタジオ雲雀[2]

### 挿入歌
ぎょうざのうた
歌 - ミチ（橘田いずみ）
第7話挿入歌

### 各話リスト
| ヴァイス・サヴァイヴ（第1シリーズ） | ヴァイス・サヴァイヴ（第1シリーズ） | ヴァイス・サヴァイヴ（第1シリーズ） |      | ヴァイス・サヴァイヴR（第2シリーズ） | ヴァイス・サヴァイヴR（第2シリーズ） | ヴァイス・サヴァイヴR（第2シリーズ） |
| 話数                                | サブタイトル                        | 放送日                              | 話数 | サブタイトル                         | 放送日                               |                                      |
| ----------------------------------- | ----------------------------------- | ----------------------------------- | ---- | ------------------------------------ | ------------------------------------ | ------------------------------------ |
| 1                                   | カードゲームに胸きゅん!             | 2009年 6月5日                       | 1    | 復活ヒゲ☆ボイン                      | 2009年 12月4日                       |                                      |
| 2                                   | どこぞのジジイと胸きゅん?           | 6月12日                             | 2    | 魅惑Hカポー                          | 12月11日                             |                                      |
| 3                                   | 初体験に胸きゅん♡                   | 6月19日                             | 3    | 吐息セーラーワッフー                 | 12月18日                             |                                      |
| 4                                   | 調教とバトルに胸キュン☆             | 6月26日                             | 4    | 巨貧乳エプロマン                     | 12月25日                             |                                      |
| 5                                   | 萌×3で(´д`;)ハアハア                | 7月3日                              | 5    | 和巨乳メガネロリックス               | 2010年 1月15日                       |                                      |
| 6                                   | 萌える足蹴に(;´Д`)ハアハア          | 7月10日                             | 6    | 女装少年おとりドッガー               | 1月22日                              |                                      |
| 7                                   | 魅惑のボインだ(*´д`*)ハアハア       | 7月17日                             | 7    | 久々ウィスパーヘルパー               | 1月30日                              |                                      |
| 8                                   | キタ―(ﾟ∀ﾟ)―!!                       | 7月24日                             | 8    | 驚愕メガオマエモカー                 | 2月12日                              |                                      |
| 9                                   | †ようこそ! アリス×クロス†           | 7月31日                             | 9    | 思い出のーほえあー                   | 2月26日                              |                                      |
| 10                                  | †フィギュアとアリス†                | 8月7日                              | 10   | 忘却るるるーー                       | 3月5日                               |                                      |
| 11                                  | †メタモルフォーゼのアリス†          | 8月14日                             | 11   | 肌色ゴールデイン                     | 3月12日                              |                                      |
| 12                                  | †アンコールとアリス†                | 8月28日                             | 12   | 爆裂マスカレイドル                   | 3月19日                              |                                      |
| 13                                  | 決戦!                               | 9月4日                              |      |                                      |                                      |                                      |
| 14                                  | 激突!                               | 9月11日                             |      |                                      |                                      |                                      |
| 15                                  | 告白!                               | 9月18日                             |      |                                      |                                      |                                      |
| 16                                  | 帰還!                               | 9月25日                             |      |                                      |                                      |                                      |

### DVD
DVDは一般販売されていないが、2009年に第1シリーズがコミックマーケット77、2010年に第2シリーズがコミックマーケット78にて、ブシロード&響ブースでの1万円購入特典として配布された。

## 漫画『ヴァイス・サヴァイヴW』
ブシロード企画・原作、風川なぎによる漫画で、角川書店月刊コンプエースで連載された。全1巻が2010年10月26日発売。登場人物はタケシとミチだけが共通。

## カード
ヴァイスシュヴァルツには、アニメ第1シリーズの「ミチ」「タケシ」、第2シリーズの「しずる」のカードがある。